# Natourcriterium Roeselare 2016
De 7e editie van de Belgische wielerwedstrijd het Criterium van Roeselare werd verreden op 26 juli 2016. De start en finish vonden plaats in Roeselare. De winnaar was Greg Van Avermaet, gevolgd door Michael Matthews en Rafal Majka.

## Uitslag
| Natourcriterium Roeselare 2016 |                   |                        |           |
| Plaats                         | Naam              | Ploeg                  | Tijd      |
| Winnaar                        | Greg Van Avermaet | BMC Racing Team        | 1u 59' 4" |
| 2                              | Michael Matthews  | Orica GreenEDGE        | z.t.      |
| 3                              | Rafal Majka       | Tinkoff                | 6"        |
| 4                              | Thomas De Gendt   | Lotto Soudal           | z.t.      |
| 5                              | Julien Vermote    | Etixx-Quick-Step       | 14"       |
| 6                              | Zico Waeytens     | Team Giant-Alpecin     | 15"       |
| 7                              | Eli Iserbyt       | Marlux-Napoleon Games  | z.t.      |
| 8                              | David Boucher     | Crelan-Vastgoedservice | z.t.      |
| 9                              | Maciej Bodnar     | Tinkoff                | z.t.      |
| 10                             | Benjamin Verraes  | Cibel-Cebon            | 48"       |

2010 · 2011 · 2012 · 2013 · 2014 · 2015 · 2016 · 2017 · 2018 · 2019 · 2020 · 2021 · 2022